# Motru
Motru est une ville de Roumanie ayant en 2011 une population de 18 142 habitants.

## Démographie
| Année | Population | Pourcentage de différence |
| ----- | ---------- | ------------------------- |
| 1977  | 15 998     | —                         |
| 1992  | 26 626     | +66,4 %                   |
| 2002  | 25 860     | -2,9 %                    |
| 2011  | 18 142     | -29,8 %                   |